# Nicolas de Gonesse
Nicolas de Gonesse (1364 à 1371 - na 1415) was een Franse schrijver en vertaler afkomstig van Picardië. Zijn geboorteplaats en geboortedatum zijn onbekend, maar in de archieven van de universiteit van Parijs werd hij clericus Laudunensis diocesis genoemd (klerk bij het bisdom van Laon). Een document van de faculteit van theologie van 1403, waar hij in 1400 doctor in de theologie werd, noemt hem presbiter Laudunensis diocesis, waaruit we kunnen afleiden dat hij ondertussen tot priester was gewijd. Van 22 juni 1404 beschikken we over een document waaruit blijkt dat hij professor was aan de faculteit van de theologie aan de universiteit van Parijs.
Hij was vanaf 1407 secretaris en biechtvader van Jean II Le Meingre toen die gouverneur was in Genua. Hij behield ook daarna goede relaties met de familie Boucicaut, want in 1413 werd hij aangesteld als testamentair executeur door Antoinette de Turenne, echtgenote van Jean II Le Meingre. Nicolas de Gonesse was gelieerd met de hertog van Orléans en was dus waarschijnlijk van de partij van de Armagnacs. Het is dus mogelijk dat hij in 1418 bij de inname van Parijs door de Bourguignons het leven liet.
Hij voltooide de vertaling begonnen door Simon de Hesdin in 1375 in opdracht van Karel V van Frankrijk, van de Facta et dicta memorabilia, een verzamelwerk van negen delen met moraliserende anekdoten, in 31 na Chr. door Valerius Maximus opgedragen aan keizer Tiberius.  De vertaling van meester Simon eindigde bij hoofdstuk IV van boek VII, Nicolas de Gonesse werkte het verder af op verzoek van Jean de France, duc de Berry tussen 1400 en 1401, in de stijl van Simon de Hesdin. De vertaling van Gonesse is wel sterk verschillend van het werk van Hesdin in de geleverde commentaren. Hesdin is nog duidelijk te situeren als een middeleeuws schrijver en geleerde met een eerder beperkte kennis van de klassieke auteurs, Gonesse is daarentegen een exponent van het ontluikende humanisme. Hij is de eerste Franse vertaler die Francesco Petrarca en Giovanni Boccaccio betrekt in zijn commentaren
Naast deze vertaling van Valerius Maximus maakte hij de eerste Franse vertaling van De remediis irae van Plutarchus en schreef hij een collatio ter verdediging van de poëzie. Dit polemisch geschrift ontstond misschien in het kader van de Querelle du Roman de la Rose (de polemiek van de Roman de la Rose) omstreeks het begin van de 15e eeuw.
- Bibliothèque nationale de France: cb12152226c (data)
- Gemeinsame Normdatei: 119066114
- International Standard Name Identifier: 0000 0000 4990 305X
- Library of Congress Control Number: nr92021103
- Nederlandse Thesaurus van Auteursnamen: 308254295
- Système universitaire de documentation: 030020514
- Virtual International Authority File: 68793836
- WorldCat: E39PBJxcT3c8DgYJGVcbjkDwmd